# Pont-en-Ogoz
Pont-en-Ogoz (toponimo francese) è un comune svizzero di 1 807 abitanti del Canton Friburgo, nel distretto della Gruyère.

## Geografia fisica
Pont-en-Ogoz è affacciato sul lago della Gruyère.

## Storia
Già comune autonomo che comprendeva anche la frazione di Le Bry, nel 1970 era stato accorpato all'altro comune soppresso di Villars-d'Avry per formare il nuovo comune di Le Bry, il quale a sua volta il 1º gennaio 2003 è stato accorpato agli altri comuni soppressi di Avry-devant-Pont e Gumefens per formare un comune nuovamente chiamato Pont-en-Ogoz e del quale Avry-devant-Pont è il capoluogo.

## Monumenti e luoghi d'interesse
- Cappella cattolica di San Teodulo, eretta nel XIII secolo[1].

## Società

### Evoluzione demografica
L'evoluzione demografica è riportata nella seguente tabella:
Abitanti censiti

## Geografia antropica
Le frazioni di Pont-en-Ogoz sono:
- Avry-devant-Pont[4]
- Gumefens[5]
- La Cantine[senza fonte]
- Le Bry[6]
- Pont-en-Ogoz
- Villars-d'Avry[7]

## Amministrazione
Ogni famiglia originaria del luogo fa parte del comune patriziale che ha la responsabilità della manutenzione di ogni bene comune.